# 维姆·范德福尔特
维姆·范德福尔特（荷蘭語：Wim van der Voort，1923年3月24日—2016年10月23日），荷兰男子速度滑冰运动员。他曾代表荷兰参加1952年冬季奥林匹克运动会速度滑冰比赛，获得男子1500米银牌。